# Bassa Mesopotamia
La Bassa Mesopotamia è una regione storica dell'Iraq.
La Bassa Mesopotamia può essere fatta corrispondere a Sumer (o "paese di Sumer"), e la Media Mesopotamia ad Akkad.
Nel Medioevo era anche conosciuta come Sawad che in senso stretto designava solo la pianura alluvionale meridionale, e al-ʻIrāq al-ʻArabi (lett. "Irāq degli Arabi"), in contrapposizione al Jibal (lett. "Irāq dei Persiani"). La Bassa Mesopotamia era la terra dove sorsero i Sumeri e la Civiltà babilonese.

## Confini
I geografi arabi medievali posizionarono il confine settentrionale tra l'Iraq e l'Alta Mesopotamia (la Jazirah) su di una linea che andava da Anbar sull'Eufrate a Tikrit sul Tigri, sebbene in seguito tale confine fu spostato su una linea che correva verso ovest da Tikrit, includendo così diverse città sull'Eufrate oltre Anbar in Iraq.

## Geografia
Una pianura alluvionale inizia a nord di Baghdad e si estende fino al Golfo Persico. Qui il Tigri e l'Eufrate si trovano in molti punti al di sopra del livello della pianura e l'intera area è un unico delta fluviale intrecciato dai canali dei due fiumi e dal Qanat. Laghi intermittenti, alimentati dai fiumi in piena, caratterizzano anche il sud-est dell'Iraq. Un'area abbastanza ampia (15000 km²), appena sopra la confluenza dei due fiumi a Al-Qurna e che si estende a est del Tigri oltre il confine iraniano, è una palude, nota come Lago Hammar, risultato di secoli di inondazioni e drenaggio inadeguato . La maggior parte è palude permanente, ma alcune parti si seccano all'inizio dell'inverno e altre parti diventano paludi solo in anni di grandi inondazioni.
Poiché le acque del Tigri e dell'Eufrate al di sopra della loro confluenza sono molto cariche di limo, l'irrigazione e le inondazioni abbastanza frequenti depositano grandi quantità di terriccio limoso in gran parte dell'area del delta. Il limo trasportato dal vento contribuisce al deposito complessivo di sedimenti. È stato stimato che le pianure del delta siano costruite al ritmo di quasi venti centimetri in un secolo. In alcune zone, le grandi alluvioni portano al deposito in laghi temporanei di ben trenta centimetri di fango.
Il Tigri e l'Eufrate trasportano anche grandi quantità di sali che si depositano sul terreno a seguito delle irrigazioni e inondazioni. Una falda acquifera alta e uno scarso drenaggio superficiale e sotterraneo tendono a concentrare i sali vicino alla superficie del suolo. In generale, la salinità del suolo aumenta da Baghdad a sud fino al Golfo Persico e limita fortemente la produttività nella regione a sud di Amarah. La salinità si riflette nel grande lago nell'Iraq centrale, a sud-ovest di Baghdad, noto come Lago Milh. Ci sono altri due grandi laghi nel paese a nord del lago Milh: il lago Tharthar e il lago Habbaniyah.